# Isabel Alba Rico
Pour les articles homonymes, voir Alba et Rico.
Isabel Alba Rico, née le 6 avril 1959 à Madrid, est une écrivaine, scénariste et photographe féministe espagnole.

## Biographie
Isabel Albo Rico naît à Madrid le 6 avril 1959. Elle est diplômée de l'université complutense de Madrid. Elle réside à Saint-Sébastien depuis 1994. 
Elle connaît une carrière de scénariste de radio, de cinéma et de télévision, en des programmes aussi bien que La bola de cristal ou Barrio Sésamo. Elle fait partie de l'Asociación Profesional de Guionistas de Euskal Herria (en français : Association professionnelle des scénaristes du Pays basque), dont elle est présidente de 1999 à 2002.
En 2000, elle réalise le documentaire Será feminista o no será.
Elle donne également des cours de scénarios et d'audiovisuel pour les jeunes.
Parallèlement à sa carrière dans le monde de l'audiovisuel, elle est photographe et écrivaine. Elle publie son premier roman, Baby Spot en 2003.

## Prix et distinctions
- 2010 : lauréate de la 14e édition du prix littéraire María de Maeztu pour son essai Eda[5];

- 2012 : finaliste du prix Euskadi de littérature pour le roman La véritable histoire de Matías Bran[6];
- 2022 : lauréate[7] de la 3e édition du prix ARGH! de scénario de bande dessinée pour Coral y Edume[8].